# Telefonía móvil en Chile

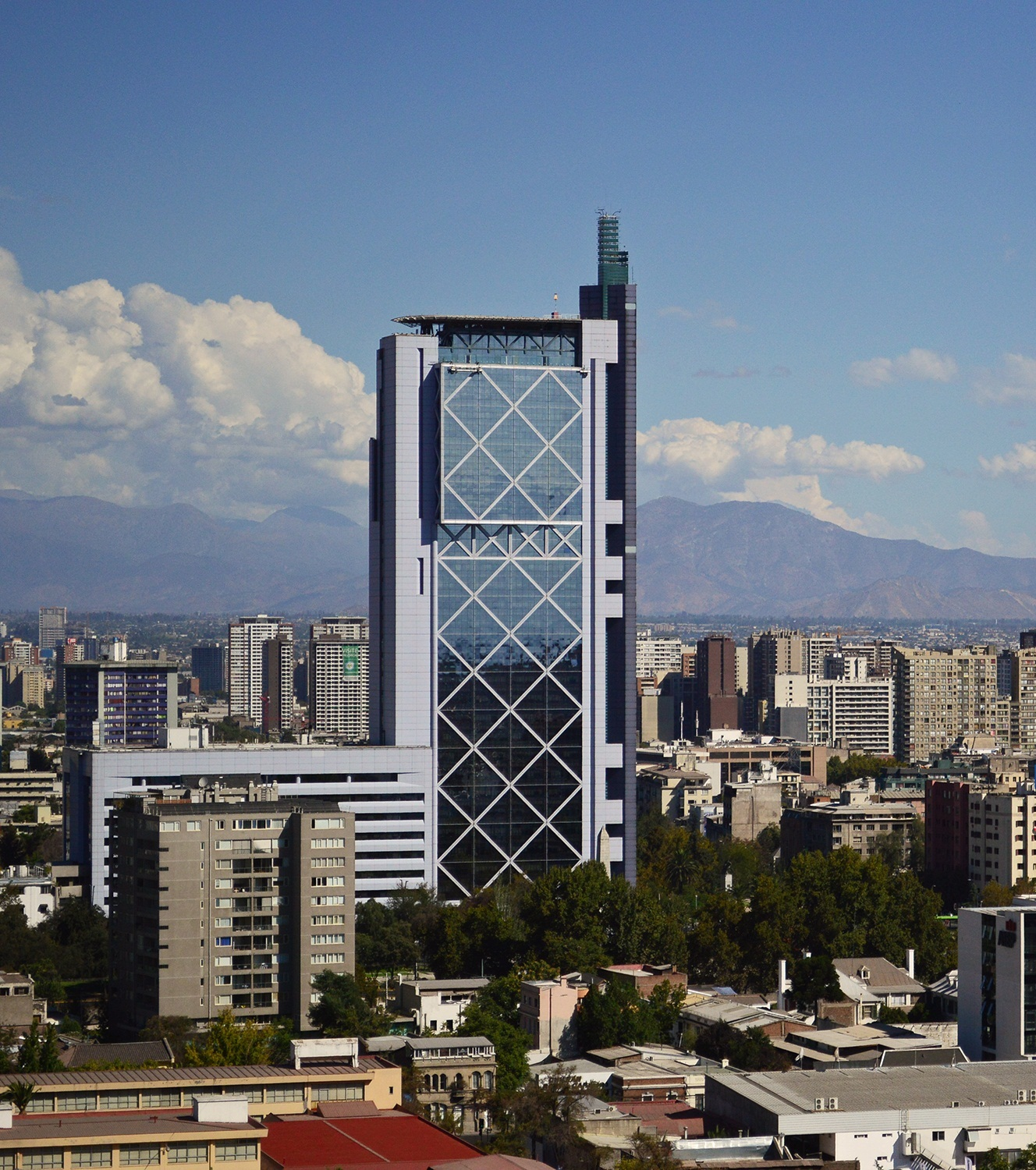
La Torre Telefónica en Santiago de Chile, tiene la forma de un antiguo teléfono móvil de los años 1990.

La telefonía móvil en Chile opera principalmente con la red 3G, 4G y 5G en la red de celular. En diciembre de 2017, el mercado de teléfonos móviles ascendió a 27,9 millones de líneas telefónicas activas, ocupando el cuarto lugar a nivel latinoamericano en relación con la proporción de habitantes y tarjetas SIM (conocidas coloquialmente en Chile como «chips»), además de ser el primero en la región en relación con el uso per cápita de teléfonos inteligentes.
El prefijo telefónico chileno para números de celular a nivel nacional, luego del código del país (+56), es el 9.

## Historia

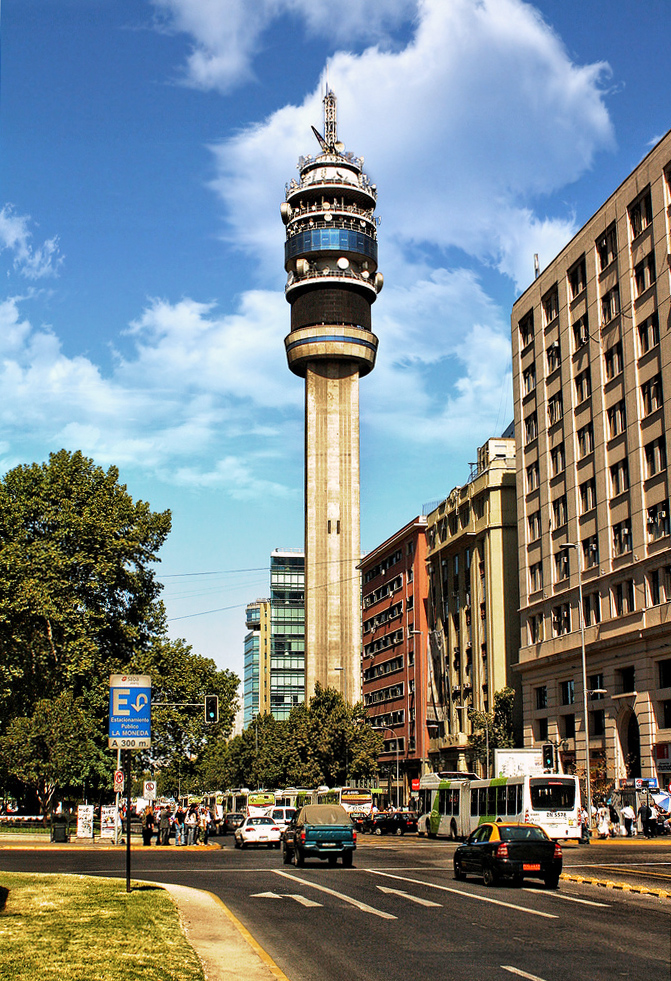
La Torre Entel fue la primera central de operaciones para telefonía móvil en el país.

Si bien las primeras líneas de teléfonos móviles fueron creadas en Chile en los años 1980, debido a su alto costo tarifario y a la baja cobertura a nivel nacional de antenas, en un mercado reducido dirigido principalmente a empresas e instituciones, no fueron masificadas para personas naturales hasta ya entrado el siglo XXI. A fines de la década de 1980, el gobierno inició la política para el desarrollo de esta tecnología en este país, que serviría de ayuda especialmente, en un comienzo, para operaciones de telecomunicaciones y logística de las Fuerzas Armadas de Chile. El primer equipo de teléfono móvil operativo en el país, fue el modelo P9100 de la compañía japonesa NEC Corporation. En los años 1990, la Compañía de Teléfonos de Chile (CTC), inició la primera campaña publicitaria para la masificación de la telefonía móvil mediante la compra de tarjetas de prepago, fundando la compañía Startel, que posteriormente pasaría a rebautizarse como Amistar.
En 2007, las cuatro compañías más grandes del país que controlaban el mercado móvil eran Entel PCS, Smartcom PCS, BellSouth y Telefónica Móvil. Con la masificación de los teléfonos inteligentes durante los años 2010, Chile alcanzó en 2016 el primer lugar en América Latina en porcentaje de penetración de estos equipos telefónicos, llegando a más de un 40% de la población nacional durante ese año. Asimismo, la telefonía celular ha masificado la opción de pago móvil en el país. 
El Ministerio de Transportes y Telecomunicaciones es el organismo estatal competente que regula y fiscaliza a las compañías operadoras móviles en el país a través de la Subsecretaría de Telecomunicaciones de Chile (Subtel). 
En 2019, comenzaron las primeras pruebas de factibilidad técnica para instalar la red 5G en el país sudamericano, año en que la Subtel hizo los primeros llamados a licitación pública para sus operaciones, encendiendo la red con un despliegue paulatino a nivel nacional a partir de diciembre de 2021, convirtiéndose en el primer país latinoamericano en hacerlo.

### Portabilidad numérica
Con el fin de aumentar la competitividad en este rubro, el expresidente Sebastián Piñera promulgó el 6 de diciembre de 2010 la Portabilidad Numérica mediante la Ley N°20.471, que consagró el derecho de los usuarios de telefonía, tanto de red fija como móvil, a ser propietarios de sus números telefónicos, facultándolos a cambiarse de compañía manteniendo su número, mediante un trámite gratuito para el usuario que no debe durar más de 72 horas desde su petición formal.

### Roaming automático nacional
Durante 2019 se anunció un proyecto de ley para obligar a compañías móviles a proveer servicio de roaming a otras compañías, mejorando así la cobertura de acceso a Internet y de telefonía para los usuarios en zonas remotas, donde muchas veces no todas las telcos tienen antenas. Se estima que hay alrededor de 1800 localidades en esta condición. La ley 21245 fue promulgada en 2020.

## Operadores móviles
Hasta antes de la irrupción de los operadores móviles virtuales, las tres mayores compañías históricas en número de clientes y cobertura nacional que operaban la telefonía móvil en el país con sus redes propias (Entel, Movistar y Claro), ejercían un oligopolio extendido desde la década de 1990 en adelante. En 2017, la compañía WOM dejó de operar como una red móvil virtual y comenzó un proceso de instalación de sus propias antenas, con un proceso de judicialización de por medio. Anteriormente y por el contrario, VTR dejó de funcionar como un operador con red propia y pasó a ser un operador móvil virtual.

### Operadores nacionales con infraestructura de redes propia (OMR)
Las siguientes compañías poseen una concesión estatal para operar el espectro de frecuencias en el territorio nacional: 
- Claro Chile (anterior Smartcom PCS)
- Entel Chile (anterior Entel PCS)
- Movistar Móvil (anterior Telefónica Móvil y Bellsouth)
- WOM (anterior Nextel Chile)

### Operadores móviles virtuales (OMV)
- Gtd Móvil (Telsur)
- Virgin Mobile Chile
- VTR
- Mundo Móvil[15]
- Smobi
- Plintron
- Ecovida

### Suscriptores
1. Entel: 8,200,489
2. Movistar: 5,943,322
3. WOM: 5,429,849
4. Claro: 5,201,404
5. VTR: 354,283
6. Mundo: 162,134
7. Virgin: 48,443
8. Telsur: 2,388
9. Suma Móvil: 700

- Nota: Datos a marzo de 2025.[16]

### Antiguos operadores móviles virtuales no fusionados o rebautizados
- Falabella Móvil (2013-2018)[17]
- Netline
- Gedeón Telecomunicaciones, Gtel (Netline) (2012- ¿?)
- 3Genesis (Sonda)
- Colo‑Colo móvil (2013-2016)
- Wanderers móvil (2014-2016)
- Tricot connect (¿2014?-¿2016?)
- Dotcom
- Simple (2015-2023)[18]